# Hermann Pötzlinger
Hermann Pötzlinger (* um 1415; † 1469) war ein Priester, Klosterschulrektor und berühmter Handschriftensammler des 15. Jahrhunderts. Pötzlinger entstammte einem fränkischen Adelsgeschlecht. Seine heutige Bekanntheit basiert auf seiner einstigen Buchsammlung im Kloster St. Emmeram.

## Leben und Wirken
Hermann Pötzlinger wurde um 1415 geboren und stammt aus Bayreuth. Nach seinem Studium in Wien hatte er ab 1439 eine Pfarrstelle in der Diözese Bamberg inne. Möglicherweise soll Pötzlinger später ein Studium in Leipzig absolviert haben. 1448 kam er in das Benediktinerkloster St. Emmeram in Regensburg, wo er als Priester und Schulrektor (Rector Scolarium) diente. In jener Zeit legte er die bis heute weit beachtete 110 Bände umfassende Sammlung von Handschriften an.

## Werke
Große Bekanntheit hat ein Werk aus Pötzlingers umfassenden Sammlung, der von ihm hauptsächlich geschaffene Mensuralcodex, welcher als Codex St. Emmeram bekannt ist. Dabei handelt es sich um die älteste und umfangreichste Handschrift mit mehrstimmiger Musik in Deutschland.